# Hideki Noda
Hideki Noda (野田英樹, Noda Hideki), född 7 mars 1969 i Osaka, är en japansk racerförare. 

## Racingkarriär
Noda körde tre formel 1-lopp för Larrousse säsongen 1994. Han tvingades dock bryta i samtliga.

## F1-karriär
| Säsong | Stall/Tillverkare | Poäng | Placering |
| ------ | ----------------- | ----- | --------- |
| 1994   | Larrousse-Ford    | 0     | –         |